# Dell
Dell, Inc., mais conhecida por Dell, é uma empresa de hardware de computador dos Estados Unidos, empregando mais de 165 mil pessoas no mundo inteiro. 
Dell desenvolve, produz, dá suporte e vende uma grande variedade de computadores pessoais, servidores, notebooks, dispositivos de armazenamento, switches de rede, PDAs, software, periféricos e mais. De acordo com a lista Fortune 500 de 2005, a Dell é a 28ª maior empresa nos Estados Unidos (em vendas). Em 2005, a Fortune Magazine classificou a Dell como a número 1 na sua lista anual das empresas mais admiradas nos Estados Unidos, tomando o lugar do Wal-Mart, que mantinha o lugar por dois anos. Sua sede fica em Round Rock, Texas nos Estados Unidos.
A empresa abriu sua fábrica em solo brasileiro na cidade de Eldorado do Sul no Rio Grande do Sul em novembro de 1999. Conta também com um centro de desenvolvimento de software sediado no polo Tecnopuc, da PUC-RS. No ano de 2006 foi anunciada a construção de uma nova fábrica na cidade de Hortolândia, interior de São Paulo. A partir de Agosto de 2007, Eldorado do Sul passou a sediar apenas a administração e toda a produção de desktops, notebooks e servidores foi transferida para Hortolândia.
A Dell é a maior empresa de distribuição de computadores nos Estados Unidos. Ela desenvolve, fabrica, vende e presta assistência a uma série de computadores pessoais, servidores, data storages, softwares, periféricos, PDA´s e muito mais. Em 2006, a Dell mantinha 63.700 pessoas trabalhando ao redor do mundo e foi a empresa que mais fabricou computadores no planeta. Seu modelo de negócios se diferencia de outras companhias devido ao baixo custo de operação e seu sistema de vendas diretas.
Michael Dell fundou a empresa em 1984 aos 19 anos, quando estudava na Universidade do Texas, Estados Unidos.

## História

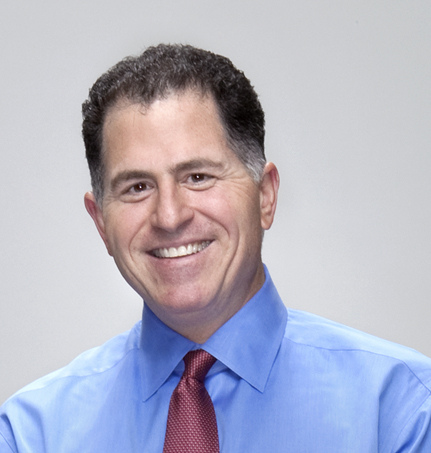
Michael Dell.

Michael Dell fundou a companhia em fevereiro de 1984, enquanto ainda estudava na Universidade do Texas, nos Estados Unidos. Com somente mil dólares, a empresa foi fundada com o nome de PC´s Limited. Desde o seu dormitório, Dell começou a montar computadores construídos a partir de componentes em estoque.

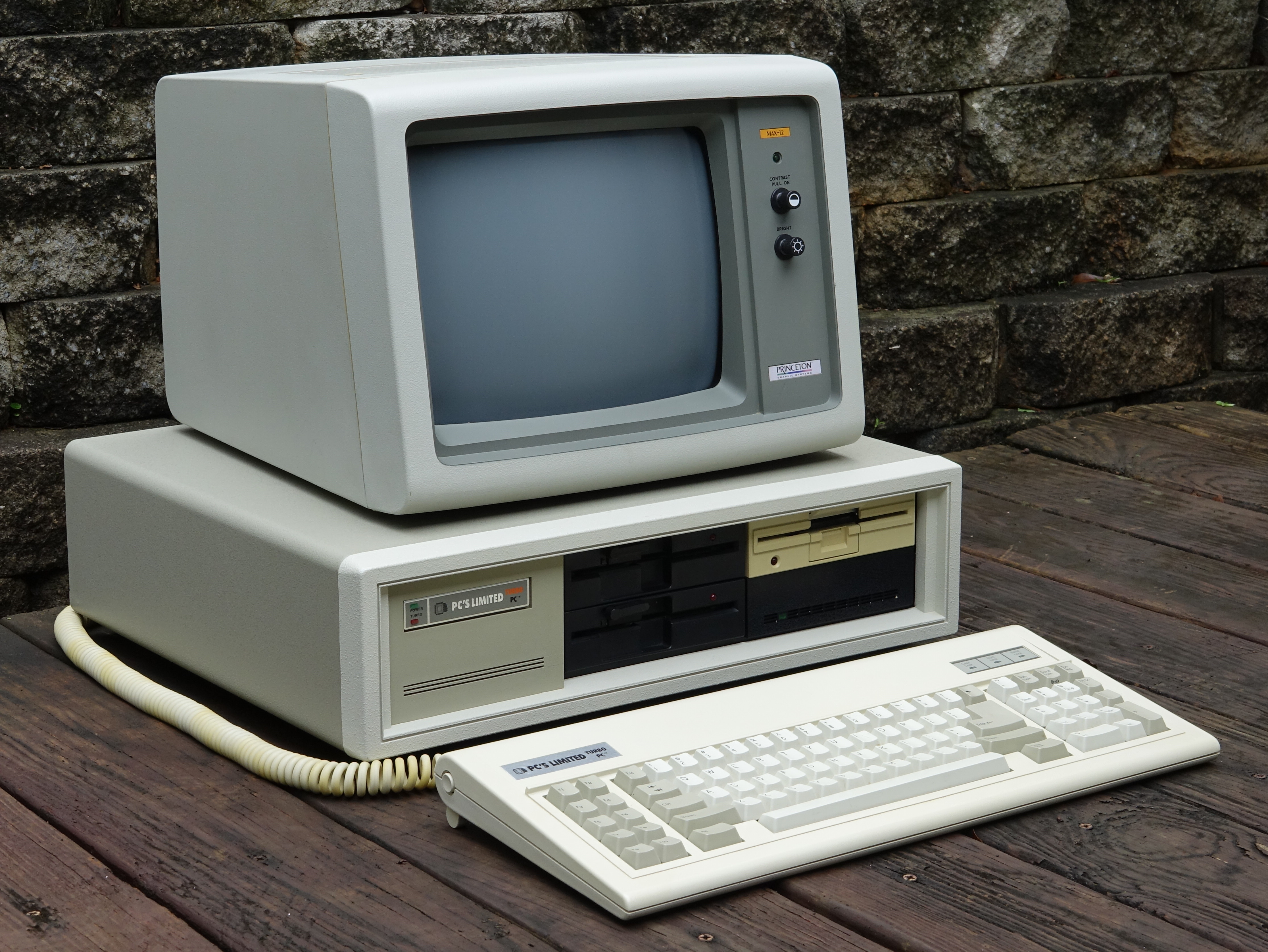
Dell PC's Limited Turbo de 1985.

Em 1985, a empresa fabricou seu primeiro computador com design próprio, o Turbo PC, que continha processadores Intel 8088 com a velocidade de 8 MHz. A Dell então colocou anúncios em revistas de informática americanas para venda direta ao consumidores, além da possibilidade de personalização das configurações para o consumidor. Com isso, o preço final dos computadores era mais competitivo e o modo de compra mais conveniente. Com o sucesso da companhia, Michael Dell largou a faculdade para administrar seu negócio em tempo integral. Somente no primeiro ano, a companhia teve US$ 6 milhões brutos de entrada.
Em 1986, apresentaram o PC mais rápido do setor (um sistema baseado em 286, de 12 MHz) na feira de negócios Spring Comdex. Em 1987, a PC´s Limited começou a operar também no Reino Unido. Nos quatro anos seguintes, 11 outros países também foram alcançados. Em 1988, a empresa adota o nome de Dell e suas entradas aumentam de US$ 130 milhões para US$ 180 milhões no primeiro dia de oferta pública de suas ações.
No ano de 1990, a Dell tentou vender seus produtos indiretamente através de supermercados e lojas de computadores, porém o sucesso foi muito tímido e a empresa voltou o foco no seu bem sucedido modelo de vendas diretas ao consumidor. Em 1992, a revista Fortune incluiu a Dell Computer Corporation na sua lista das 500 de maiores companhias do mundo. Em 1999, a empresa ultrapassou a Compaq e se tornou a maior vendedora de PC´s nos Estados Unidos. A partir de 2004 a companhia expandiu seus produtos para multimídia e entretenimento com o lançamento de televisores, handhelds e jukeboxes digitais. No fim de 2004, a companhia anunciou a construção de uma nova fábrica no estado americano da Carolina do Norte.
Em fevereiro de 2005, a Dell apareceu em primeiro lugar no ranking das "Empresas mais admiradas", publicado pela revista Fortune.

## Instalações
A sede da Dell está localizada em Round Rock, Texas. Em 2013, a empresa empregava cerca de 14.000 pessoas no centro do Texas e era o maior empregador privado da região, que tem 2 100 000 pés quadrados (200 000 m2) de espaço. Em 1999, quase a metade do fundo geral da cidade de Round Rock se originava de impostos sobre vendas gerados a partir da sede da Dell.
Dell já tinha sua sede no complexo Arboreto no norte de Austin, Texas. Em 1989, Dell ocupou 127 000 pés quadrados (12 000 m2) no complexo Arboreto . Em 1990, Dell tinha 1.200 funcionários em sua sede. Em 1993, a Dell enviou um documento aos funcionários da Round Rock, intitulado "Sede corporativa da Dell Computer, Round Rock, Texas, maio de 1993, Schematic Design". Apesar do arquivamento, durante esse ano a empresa disse que não iria mudar sua sede. Em 1994, a Dell anunciou que retiraria a maioria de seus funcionários de Arboreto, mas que continuaria a ocupar o último andar de Arboreto e que o endereço oficial da sede da empresa continuaria sendo no Arboreto. O último andar continuou a manter a sala da diretoria da Dell, o centro de demonstração e a sala de reuniões dos visitantes. Menos de um mês antes de 29 de agosto de 1994, a Dell transferiu 1.100 funcionários de suporte ao cliente e de vendas por telefone para Round Rock. O contrato de arrendamento da Dell em Arboreto estava previsto para expirar em 1994.

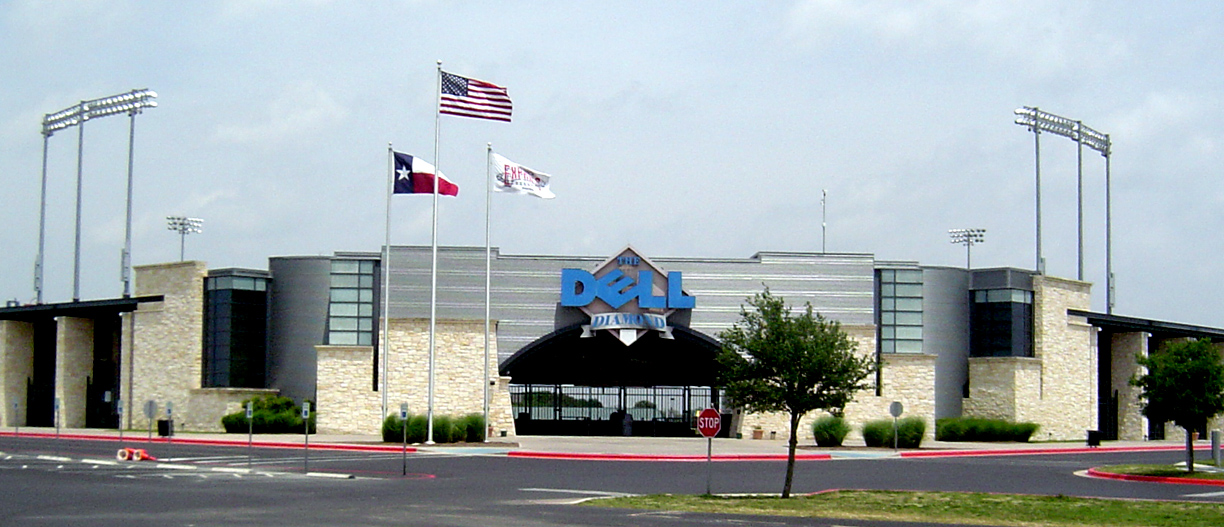
A empresa patrocina a Dell Diamond, o estádio casa do Round Rock Express, a AAA liga menor de beisebol afiliado dos Texas Rangers time de beisebol da liga principal.

Em 1996, Dell transferia sua sede para a Round Rock. Em janeiro de 1996, 3.500 pessoas ainda trabalhavam na atual sede da Dell. Um edifício da sede em Round Rock, Round Rock 3, tinha espaço para 6.400 funcionários e estava programado para ser concluído em novembro de 1996. Em 1998, Dell anunciou que iria adicionar dois edifícios ao seu complexo Round Rock, adicionando 1.600.000 pés quadrados (150.000 m2) de espaço para escritórios no complexo.
Em 2000, Dell anunciou que alugaria 80.000 (7.400 m2) de espaço no complexo de escritórios de Las Cimas, no Condado de Travis, Texas, entre Austin e West Lake Hills, para abrigar os escritórios executivos e a sede corporativa da empresa. 100 executivos seniores foram escalados para trabalhar no edifício até o final de 2000. Em janeiro de 2001, a empresa alugou o espaço em Las Cimas 2, localizado ao longo da Loop 360. Las Cimas 2 abrigou executivos da Dell, as operações de investimento e algumas funções corporativas. Dell também tinha uma opção para 138.000 pés quadrados (13.000 m2) de espaço em Las Cimas 3. Após uma desaceleração nos negócios exigindo a redução de funcionários e capacidade de produção, Dell decidiu sublocar seus escritórios em dois edifícios no complexo de escritórios de Las Cimas. Em 2002, Dell anunciou que planejava sublocar seu espaço para outro inquilino; a empresa planejava transferir sua sede de volta para Round Rock assim que um inquilino estivesse garantido. Em 2003, Dell mudou sua sede de volta para Round Rock. Alugou todas as Las Cimas I e II, com um total de 312.000 pés quadrados (29 000 m2), durante cerca de um período de sete anos após 2003. Por esse ano, cerca de 100.000 pés quadrados (9.300 m2) desse espaço foi absorvido por novos subinquilinos.
Em 2008, Dell transferiu as fontes de energia da sede da Round Rock para outras mais ecológicas, com 60% da energia total proveniente dos parques eólicos TXU Energy e 40% provenientes da usina do aterro comunitário de gás-energia de Austin, operada pela Waste Management, Inc.

### Instalações da Dell nos Estados Unidos
As instalações da Dell nos Estados Unidos estão localizadas em Austin, Texas; Nashua, New Hampshire; Nashville, Tennessee; Oklahoma City, Oklahoma; Peoria, Illinois; Hillsboro, Oregon (Área de Portland); Winston-Salem, Carolina do Norte; Eden Prairie, Minnesota (Dell Compellent); Bowling Green, Kentucky; Lincoln, Nebraska; Miami, Flórida. 

### Instalações da Dell fora dos Estados Unidos
As instalações localizadas no exterior incluem, Penang, Malásia; Xiamen, China; Bracknell, Reino Unido; Manila, Filipinas Chennai, Índia; Hyderabad, Índia; Noida, Índia; Hortolandia e Porto Alegre, Brasil; Bratislava, Eslováquia; Łódź, Polônia; Cidade do Panamá, Panamá; Dublin e  Limerick, Irlanda; Casablanca, Marrocos e Montpellier, França.
Os EUA e a Índia são os únicos países que têm todas as funções de negócios da Dell e fornecem suporte globalmente: pesquisa e desenvolvimento, fabricação, finanças, análise e atendimento ao cliente.

## Organização

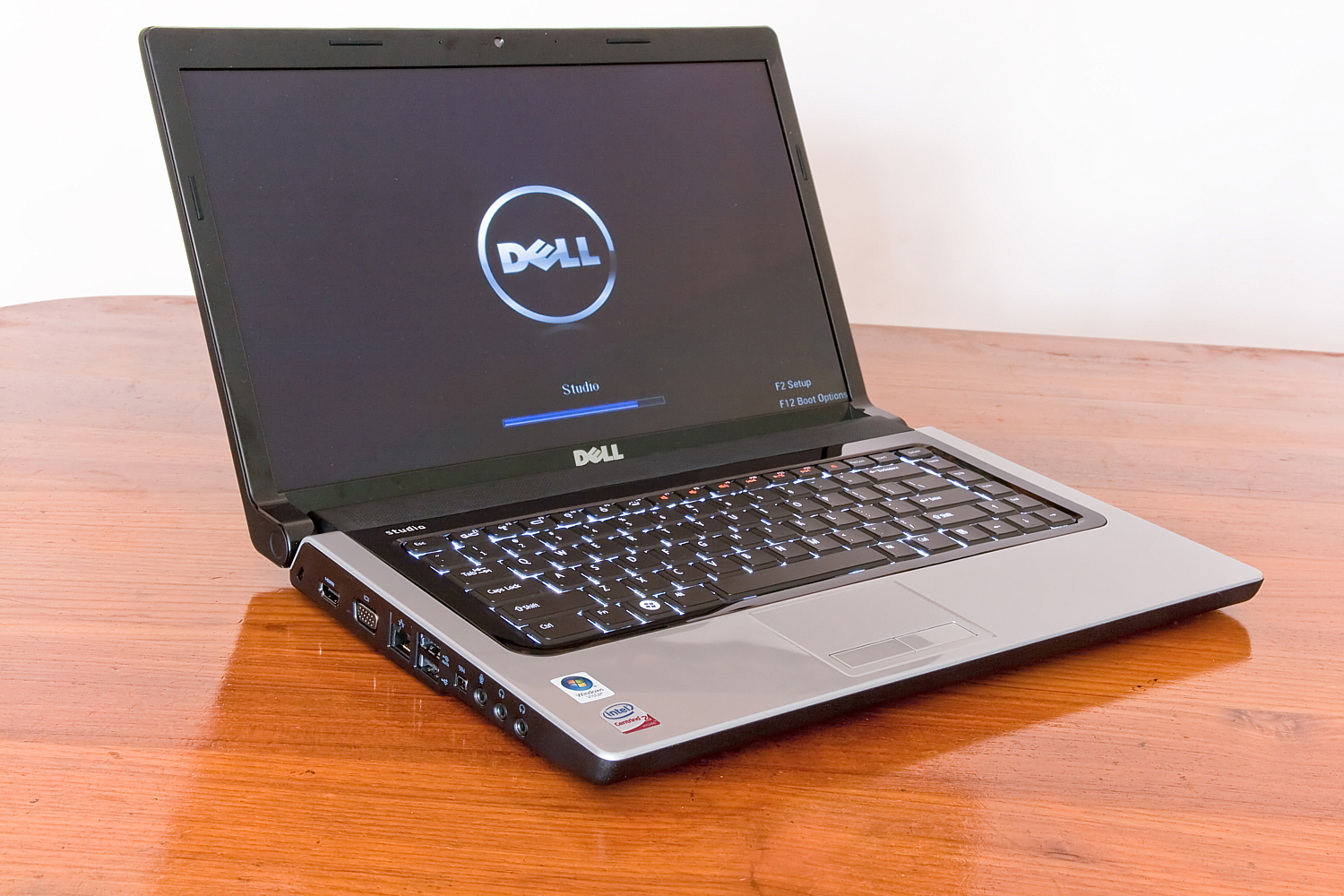
Notebook da Dell

O conselho é composto por nove diretores. Michael Dell, o fundador da empresa, atua como presidente do conselho e diretor executivo. Outros membros do conselho incluem Don Carty, Judy Lewent, Klaus Luft, Alex Mandl e Sam Nunn. Os acionistas elegem os nove membros do conselho nas reuniões, e os membros do conselho que não obtiverem a maioria dos votos devem apresentar uma renúncia ao conselho, que posteriormente escolherá se aceita ou não a renúncia. O conselho de administração geralmente cria cinco comitês que supervisionam assuntos específicos. Esses comitês incluem o Comitê de Auditoria, que lida com questões contábeis, incluindo auditoria e relatórios; o Comitê de Remuneração, que aprova remuneração para o CEO e demais funcionários da empresa; o Comitê de Finanças, que lida com assuntos financeiros, como fusões e aquisições propostas; o Comitê de Governança e Nomeação, que lida com vários assuntos corporativos (incluindo nomeação do conselho); e o Comitê de Conformidade Antitruste, que tenta impedir que as práticas da empresa violem as leis antitruste.[carece de fontes?]
As operações do dia-a-dia da empresa são executadas pelo Comitê Executivo Global de Gestão, que define a direção estratégica. A Dell tem vice-presidentes seniores regionais para países que não os Estados Unidos, incluindo David Marmonti para EMEA e Stephen J. Felice para Ásia/Japão. Em 2007, outros oficiais incluíram Martin Garvin (vice-presidente sênior de compras mundiais) e Susan Sheskey. (vice-presidente e Chief Information Officer).[carece de fontes?]

### Programa de parceiros
No final de 2007, anunciou que planejava expandir seu programa para revendedores de valor agregado (RVAs; Em inglês: VARs), dando a eles o nome oficial de "Dell Partner Direct".
A Dell India iniciou as operações de e-commerce em parceria com a GNG Electronics (compuindia.com) denominado como Dell Express Ship Affiliate (DESA). O objetivo principal era reduzir o tempo de entrega. Clientes que visitam o site oficial da Dell são redirecionados para o website do afiliado.

## Controvérsia

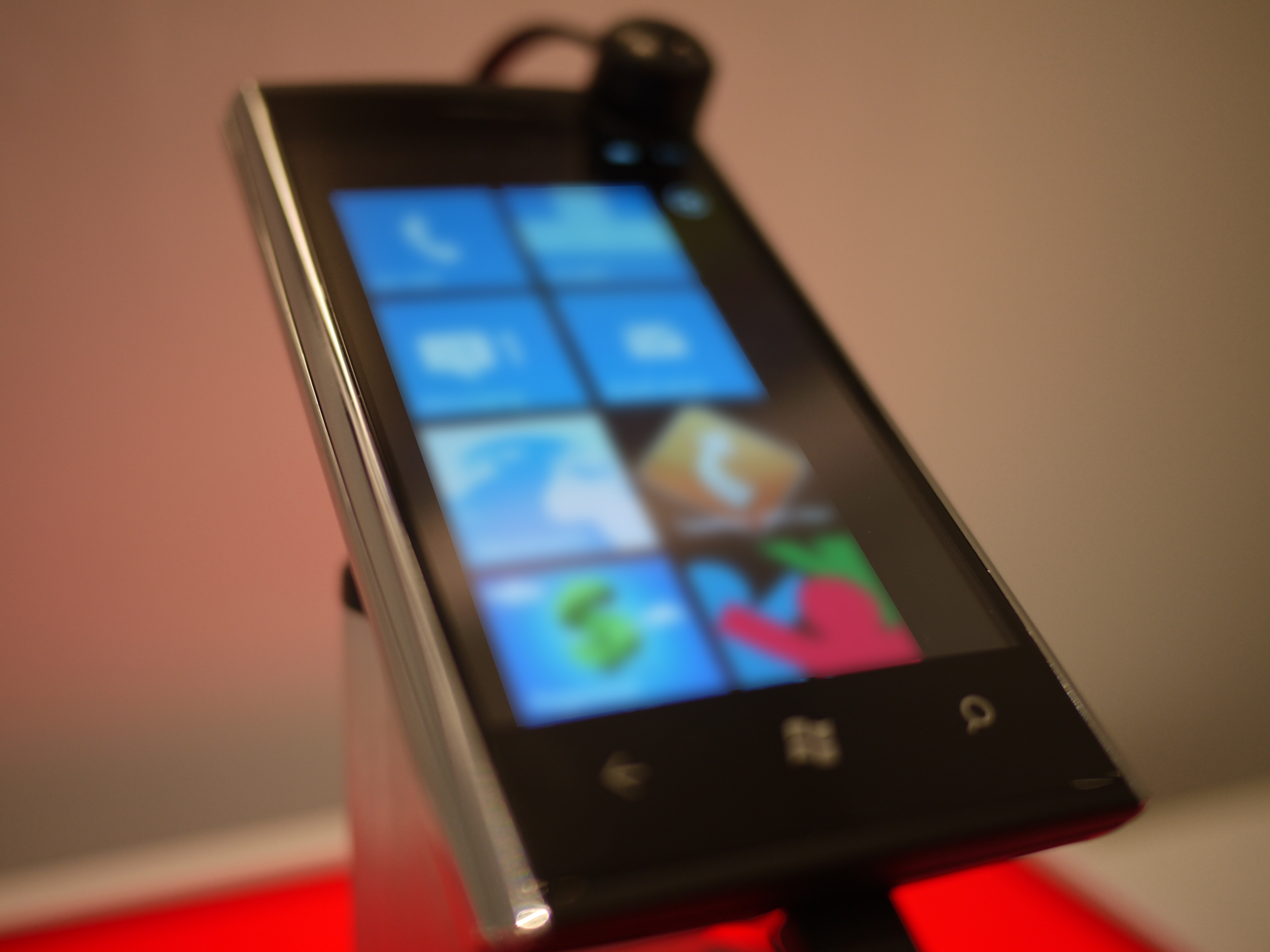
Smartphone Dell Venue Pro.

O Instituto de Física da Universidade Federal Fluminense, sediado na cidade de Niterói, RJ, exibiu, no dia 13 de setembro de 2007, um documento em que a Dell faz exigências políticas para vender PCs. A empresa proibia, no documento, que os pesquisadores produzissem conhecimentos que pudessem ser utilizados por pessoas ligadas a países definidos como "hostis aos Estados Unidos". Os países citados no documento foram: Cuba, Irã, Coreia do Norte, Sudão e Síria. Naquele contexto, o doutor em física Paulo Gomes, pesquisador do instituto ligado à Universidade Federal Fluminense, afirmou:
| “ | Não posso assinar um termo como esses. Aqui no Instituto, colaboramos com pesquisadores de diversos países. Eu mesmo tenho contato direto com cientistas de Cuba. Se a Dell me proibir de pesquisar livremente, simplesmente vou comprar PCs de outro integrador. | ” |

Embora cause estranheza, os termos mencionados no artigo referenciado são termos-padrão de exportação que empresas norte-americanas são obrigadas a cumprir pelo governo de seu país-sede para fazer negócios em todos os países do mundo. Os mesmos podem ser encontrados em diversas páginas da web de multinacionais baseadas nos Estados Unidos tanto em termos de exportação de tecnologia em países embargados dentro e fora da indústria de alta-tecnologia como em termos de utilização para a prática de estudos de física nuclear, prática inclusive mencionada e comentada em páginas de advocacia comercial em português.